# Vita Nuova (rivista)
Vita Nuova era il settimanale della Diocesi di Parma. Fondato nel 1919, era il secondo giornale più vecchio della città, dopo la Gazzetta di Parma, e il settimanale più longevo del territorio. Fu creato come strumento di diffusione delle notizie della diocesi per volere dell'allora vescovo Guido Maria Conforti. Primo direttore fu don Giovanni Del Monte.
Dal 1934 al 1943 uscì come pagina parmense dell'Osservatore Romano della Domenica. A causa dei bombardamenti e dei danni dovuti alla guerra, il giornale dovette sospendere le pubblicazioni dal giugno del 1944 al novembre del 1945.
La veste grafica, rinnovata nel 2004 e da ultimo rivista nel 2010, fino al 2018 prevedeva 20 pagine in formato tabloid.
Pubblicato fino al 2018 dall'Opera Diocesana San Bernardo degli Uberti, oltre alle notizie relative alla Chiesa locale e nazionale, il settimanale si è sempre occupato di approfondimenti su tematiche, quali l'ambiente, l'integrazione, la scuola o i diritti dei cittadini.
Nell'agosto del 2018 con un comunicato l'editore ha annunciato la trasformazione del settimanale in un inserto redazionale di 8 pagine del quotidiano Avvenire, in uscita la domenica. L'inserto mantiene la precedente testata del settimanale e i contenuti continuano a essere curati dalla diocesi di Parma. Vita Nuova, inoltre, rimane iscritta alla Fisc, la Federazione italiana settimanali cattolici essendo di fatto lo strumento di comunicazione della diocesi.

## I direttori
- 1919-1930 - don Giovanni del Monte
- 1931-1932 - don Francesco Oppici
- 1933-1934 - don Vigenio Soncini
- 1934 - don Enrico Grassi
- 1934-1943 - don Francesco Oppici [1]
- 1945-1950 - don Giuseppe Cavalli
- 1950-1955 - don Mercadante Scaltriti
- 1955-1969 - don Umberto Tavernari
- 1970-1972 - don Arnaldo Baga
- 1972-1986 - Egisto Rinaldi
- 1987-1990 - Massimo Montani
- 1991-1997 - Donatella Vignali
- 1997-2000 - sr Tilla Brizzolara
- 2000-2005 - Giuseppe Bizzi
- 2005-oggi - Maria Cecilia Scaffardi.